# چارلز شوآب
چارلز شوآب (انگلیسی: Charles R. Schwab؛ زادهٔ ۲۹ ژوئیهٔ ۱۹۳۷) مدیر مالی و نیکوکار آمریکایی است. او مؤسس و رئیس هیئت مدیرهٔ ابرشرکت چارلز شوآب است. او در فروش تخفیف اوراق بهادار در سال ۱۹۷۵ پیشگام بود. او در سال ۲۰۰۸ از مدیریت عامل اجرایی ارشد بازنشسته شده ولی همچنان بزرگترین سهام‌دار آن است.
ثروت خالص او در فوریه ۲۰۱۷ از سوی فوربز $۸٫۲ میلیارد دلار آمریکا تخمین زده شده، که او را ۷۶مین ثروتمند در فهرست فوربز ۴۰۰ می‌کند.